# Oliver Ploss
Oliver Ploss (* 1968) ist ein deutscher Apotheker und Heilpraktiker.

## Leben
Oliver Ploss verlebte seine Kindheit in Lienen, wo er auch die Grundschule besuchte. Nach dem Besuch der Realschule in Lengerich (Westfalen) wechselte er 1984 für die gymnasiale Oberstufe an das Graf-Adolf-Gymnasium in Tecklenburg, wo er 1987 das Abitur ablegte.
Von 1987 bis 1990 absolvierte er an der Bernd-Blindow-Schule in Osnabrück eine Ausbildung zum Pharmazeutisch-technischen Assistenten (PTA). Im Anschluss folgte die Ausbildung zum Heilpraktiker an den Deutschen Paracelsus Schulen für Naturheilverfahren GmbH in Münster, die er im April 1993 mit der Amtsärztlichen Überprüfung abschloss. Von 1991 bis 1995 studierte Ploss Pharmazie an der Westfälischen Wilhelms-Universität Münster. Nach dem 2. Abschnitt der Pharmazeutischen Prüfung folgte von Mai 1995 bis April 1996 das Pharmaziepraktikum in der Falkenapotheke in Lengerich und bei der Firma Dragenopharm in Warstein und Traunreut. Er schloss diese Ausbildung im Mai 1996 mit dem 3. Staatsexamen, der Approbation zum Apotheker ab. 2006 erwarb Ploss zudem die Fachqualifikation zum Apotheker für Naturheilverfahren und Homöopathie. Als Sachkundige Person verfügt er zudem über die Befähigung zum Herstellungs- und Kontrollleiter sowie zum Stufenplan- und Informationsbeauftragten.
Im Jahr 2000 wurde er mit der Dissertationsschrift Proanthocyanidine aus dem Kraut von Hypericum perforatum L. bei Adolf Nahrstedt am Institut für Pharmazeutische Biologie und Phytochemie der Universität Münster zum Dr. rer. nat. promoviert.
Oliver Ploss lebt in Ibbenbüren und praktiziert dort seit 2000 in seiner Naturheilpraxis. Diese ist seit 2003 auch Beratungspraxis der Union für Biologische Krebstherapie e. V. (UBK).
Seit 2005 gehört er der Arzneibuch-Kommission an und ist Mitglied der Arzneimittelkommission der deutschen Heilpraktikerverbände (AMK). 
Oliver Ploss hat mehrere in den Verlagen Knaur und Haug erschienene Bücher zu den Themenfeldern Klostermedizin und Naturheilkunde verfasst. Ploss ist bundesweit als Referent für Themen aus der Naturheilkunde tätig.
Außerdem betätigt er sich als Redakteur des Fachmagazins Co’med und engagiert sich ehrenamtlich in der berufsständischen Vertretung. So ist er NRW-Landesleiter des Freien Verbandes Deutscher Heilpraktiker e. V. (FVDH) sowie Regionalleiter Münsterland des Verbands Deutscher Heilpraktiker (VDH) und war zeitweilig Vorsitzender der Union für Biologische Krebstherapie e. V.

## Schriften
- Proanthocyanidine aus dem Kraut von Hypericum perforatum L., Dissertationsschrift, Münster 2000
- zusammen mit Alexander Schenk und Uwe Gröber: Klosterfrau-Gesundheitsbuch: Heilpflanzen, Homöopathie, Vitalstoffe, Knaur, München 2003, ISBN 3-426-66818-1
- Klostermedizin: Die 50 besten Tipps. Klosterheilkunde neu entdeckt – 50 Alltagsbeschwerden und Krankheiten von A bis Z, Knaur, München 2007, ISBN 978-3-426-64558-1
- Moderne Praxis bewährter Regulationstherapien. Entgiftung und Ausleitung, Säure-Basen-Haushalt, Darmsanierung, Haug, Stuttgart 2007 (3., aktualisierte Auflage Haug, Stuttgart 2012), ISBN 978-3-8304-7315-2
- Endlich frei von Muskelschmerzen. Wirksame Hilfe bei Muskelschmerzen, Krämpfen und Verspannungen. Extrateil: Fibromyalgie und restless legs effektiv behandeln, Knaur, München 2008, ISBN 978-3-426-64827-8 oder ISBN 978-3-8304-3641-6
- Erkältungen, Bronchitis und Sinusitis : ein Ratgeber zur sinnvollen Vorbeugung und Behandlung, Deutsche Gesundheitshilfe, Frankfurt am Main 2009.
- Naturheilkunde bei muskulären und neuromuskulären Erkrankungen. Fibromyalgie, (Spät-)Borreliose, Restless-legs-Syndrom und Polyneuropathie, Haug, Stuttgart 2010, ISBN 978-3-8304-7314-5
- Naturheilkunde bei funktionellen Erkrankungen. Von Reizdarm bis Burn-out-Syndrom, Haug, Stuttgart 2012, ISBN 978-3-8304-7466-1

| Personendaten    | Personendaten                         |
| ---------------- | ------------------------------------- |
| NAME             | Ploss, Oliver                         |
| KURZBESCHREIBUNG | deutscher Apotheker und Heilpraktiker |
| GEBURTSDATUM     | 1968                                  |